# مسجد الاقصاب (دمشق)
مسجد الاقصاب یک منطقهٔ مسکونی در سوریه است که در دمشق واقع شده‌است. مسجد الاقصاب ۱۴٬۱۴۸ نفر جمعیت دارد.